# Studerhorn
Das Studerhorn ist ein Berg der Berner Alpen und liegt an der Grenze zwischen den Schweizer Kantonen Wallis und Bern. Er liegt zwischen dem Finsteraarhorn und dem Oberaarhorn auf der Bergkette, die die Täler des Finsteraargletschers (Tributärgletscher des Unteraargletschers, im Norden) und des Studergletschers (Tributärgletscher des Fieschergletschers, im Süden) trennt.
Der Berg wurde nach dem Schweizer Bergsteiger Gottlieb Samuel Studer benannt.